# Sōma

Sōma (相馬市 Sōma-shi?) este un municipiu din Japonia, prefectura Fukushima.